# Quercus carmenensis
Quercus carmenensis C.H.Mull. – gatunek roślin z rodziny bukowatych (Fagaceae Dumort.). Występuje naturalnie w północnym Meksyku (w stanie Coahuila) oraz południowych Stanach Zjednoczonych (w Teksasie). 

## Morfologia
PokrójZrzucające liście drzewo lub krzew. Dorasta do 0,5–12 m wysokości. Ma kłącza. Kora ma szarą barwę.
LiścieBlaszka liściowa jest mniej lub bardziej skórzasta i ma odwrotnie jajowaty kształt. Mierzy 3–5 cm długości oraz 1–3 cm szerokości, jest nieregularnie klapowana lub ząbkowana na brzegu, ma nasadę od zaokrąglonej do klinowej i ostry wierzchołek. Ogonek liściowy jest nagi i ma 5–10 mm długości.

## Biologia i ekologia
Rośnie w lasach oraz zaroślach. Występuje na wysokości od 2200 do 2500 m n.p.m.